# Кінзу (міст)
Міст Кінзу або Віадук Кінзу (англ. Kinzua Bridge / Kinzua Viaduct, вимовляється кінзу або кінзуе) — залізнична естакада, яка з'єднувала береги річки Кінзу Крік в окрузі Маккін в штаті Пенсільванія, США. До руйнування в 2003 році висота мосту становила 92 метри, довжина — 625 метрів.
Спочатку, в 1882 році, міст був побудований із заліза й афішувався як «Восьме чудо Світу», утримуючи рекорд найвищого залізничного моста світу протягом двох років. У 1900 міст був розібраний і відразу ж побудований знову, але вже зі сталі, що дозволило використовувати естакаду для більш важких поїздів. Міст використовувався в комерційних цілях до 1959 року, й у 1963 був викуплений Урядом Пенсільванії, ставши центральним об'єктом парку штату «Міст Кінзу». У 2002 році почалася реконструкція моста, але вона не була завершена, коли в 2003 році торнадо зруйнував більшу його частину. Пошкоджені корозією анкерні болти, що кріпили міст до його основи, ослабли, що стало однією з причин руйнування.
До обвалення, міст Кінзу був четвертим за висотою мостом у США. В 1977 він був внесений до Національного реєстру історичних місць США, а в 1982 до Списку історичних цивільних інженерних пам'яток.

## Панорама

Панорама моста Кінзу після обвалення.

## Спорудження
У 1882 році президент залізничної компанії «NYLE & W» зіткнувся з необхідністю будівництва відгалуження від основної лінії в Пенсільванії — від Брадфорда до родовищ вугілля в окрузі Елк. Найшвидший спосіб було спорудження моста через долину річки Кінзу Крік. Альтернативним варіантом було прокласти додатково 13 км залізничного полотна по нерівній місцевості.